# Haval Big Dog
Le Haval Big Dog (chinois: 大 狗; pinyin: Dàgǒu) est un crossover compact produit par le constructeur chinois Great Wall Motors sous la marque Haval depuis 2020.

## Première génération (2020 - )

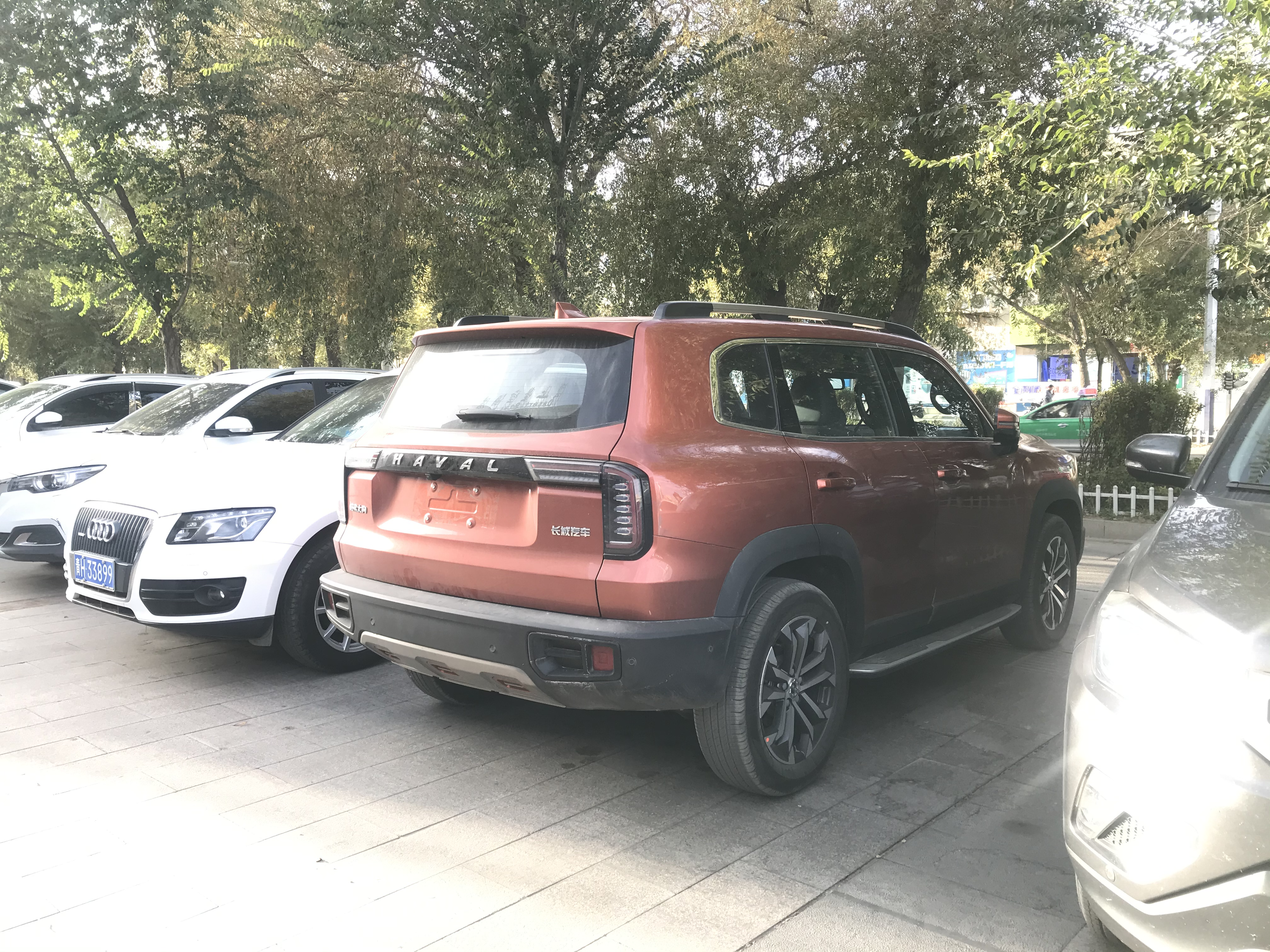
Haval Big Dog arrière

Le Haval Big Dog a été dévoilé au Salon de l'auto de Chengdu 2020, et c'est un crossover, proposé avec une transmission à traction avant et à quatre roues motrices. Bien qu'il soit considéré comme le successeur du Haval H5, le Big Dog est un crossover construit sur la plate-forme monocoque Lemon partagée avec la troisième génération Haval H6 au lieu d'une plate-forme carrosserie sur châssis. Le Big Dog utilise un moteur monté transversalement et utilise une suspension McPherson pour l'essieu avant et une suspension multibras pour l'essieu arrière.
En termes de moteur et de puissance, le Haval Big Dog sera propulsé par un moteur turbocompressé de 1,5 litre, nom de code GW4B15A, produisant 169 ch (125 kW) et 285 N m. Le Big Dog offrira également une variété de modes de conduite et de spécifications et de fonctionnalités hors route, telles que deux blocages de différentiel, un demi-tour de réservoir et une transmission intégrale contrôlée par ordinateur.
Le Big Dog est disponible en 6 couleurs extérieures: Orange, Red, Grey, Green, Black et White, 3 packs de jantes connus sous le nom de: Star à cinq rayons de 19 pouces, double Wind Turbine à cinq rayons de 18 pouces et Drill à cinq rayons de 18 pouces. 4 options d'intérieures sont également disponibles, appelées: Black, Blue-Green, Rice-Brown et Black-Orange. Les prix varient actuellement entre 119 900 et 142 900 yuans avec 4 niveaux de finition (17 925 à 21 360 USD au taux de change de novembre 2020).